# Soleirols Grasnelke
Soleirols Grasnelke (Armeria soleirolii) ist eine Pflanzenart aus der Gattung der Grasnelken (Armeria) innerhalb der Familie der Bleiwurzgewächse (Plumbaginaceae). Dieser seltene, gefährdete Endemit ist nur auf Korsika heimisch.

## Beschreibung, Phänologie und Ökologie

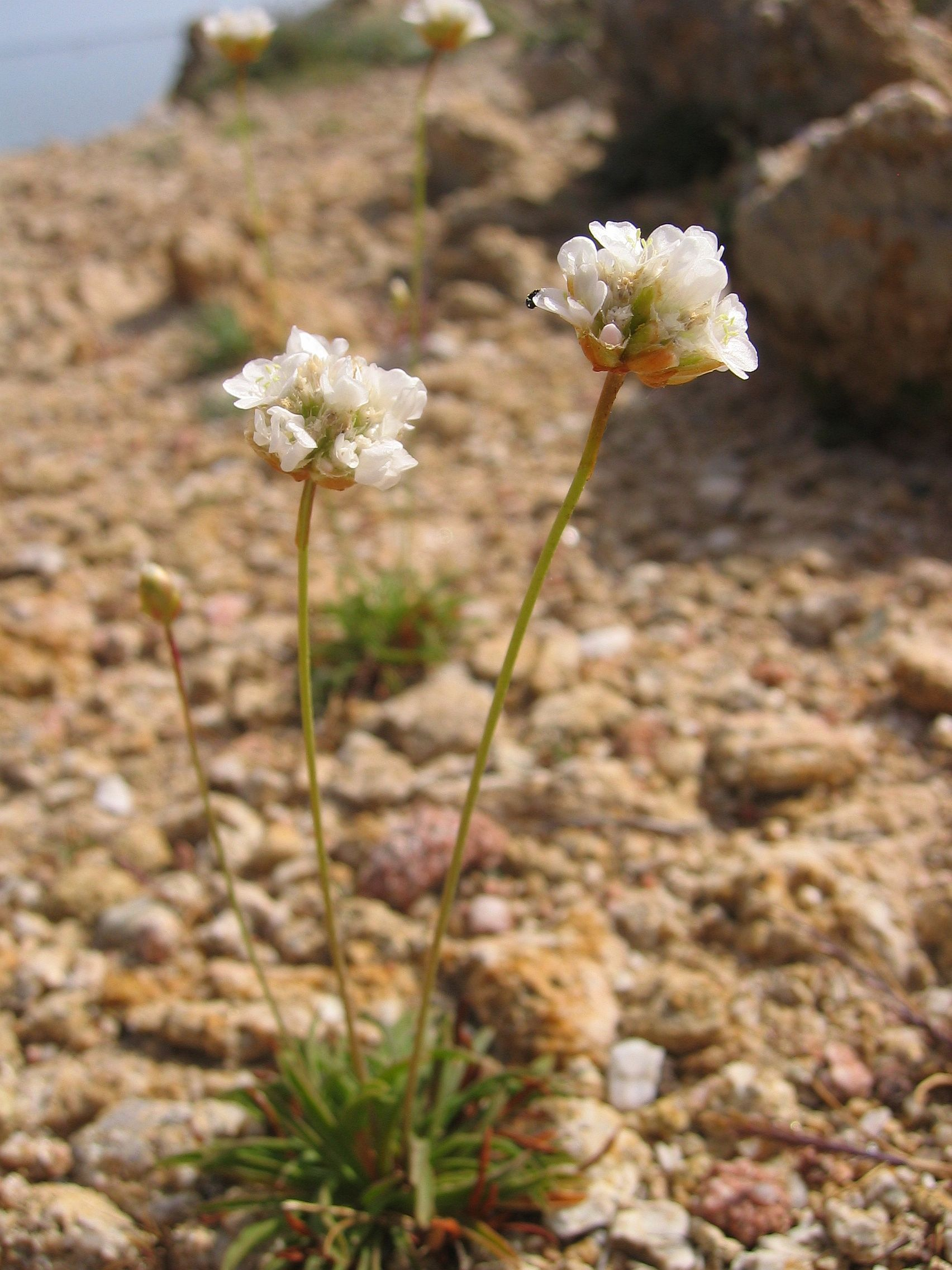
Blütenstände mit weißen Blüten

Soleirols Grasnelke wächst als ausdauernde krautige Pflanze und erreicht Wuchshöhen zwischen 15 und 25 Zentimetern. Sie bildet dichte Polster, die an der Basis schwach verholzen. Die grau-grünen Laubblätter sind bei einer Länge von 4 bis 10 Zentimetern sowie einer Breite von 2 bis 4 Millimetern grasartig schmal.
Die rosafarbenen bis weißen, zwittrigen Blüten stehen in einem abgerundeten, köpfchenförmigen Blütenstand von 1,4 bis 1,8 Zentimeter Durchmesser zusammen.
Die Blütezeit reicht von April bis Juni. Die Fruchtreife erfolgt ab Juli. Die Samen werden mit dem Wind ausgebreitet (Anemochorie). Die trockenen Blütenköpfe können lange Zeit am Polster verbleiben.

## Vorkommen und Gefährdung
Soleirols Grasnelke ist ein Endemit im nördlichen Korsika. Das Verbreitungsgebiet reicht von der Halbinsel Revellata im Norden über den Golf von Girolata bis zum Golf von Porto im Süden.
Diese semi-halophile Art gedeiht an Felsen der Küsten und verträgt gut Gischt sowie die heißen klimatischen Bedingungen. Sie wurde bisher in Höhenlagen von 5 bis 55, manchmal aber auch bis zu 100 Metern gefunden. 
Armeria soleirolii ist in der Roten Liste der gefährdeten Arten der IUCN als „Endangered“ = „stark gefährdet“ bewertet. Es sind nur fünf Fundorte mit einer Fläche von insgesamt weniger als 20 km² in einem Gesamtverbreitungsgebiet von nur 114 km² bekannt. Die Konkurrenz invasiver Pflanzenarten gefährdet die Bestände.

## Taxonomie
Die Erstbeschreibung erfolgte 1830 unter dem Namen (Basionym) Statice soleirolii durch Duby
in Aug. Pyrami de Candolle Botanicon Gallicum, pars secunda, Plantas Cellulares, S. 1032. Die Neukombination zu Armeria soleirolii (Duby) Godr. wurde 1853 durch Dominique Alexandre Godron in Flore de France, Band 2, S. 737 veröffentlicht. Das Artepitheton soleirolii ehrt Joseph François Soleirol (1796–1863).